# Polydora flava
Polydora flava är en ringmaskart som beskrevs av Jean Louis René Antoine Édouard Claparède 1870. Polydora flava ingår i släktet Polydora och familjen Spionidae. Arten är reproducerande i Sverige.

## Underarter
Arten delas in i följande underarter:
- P. f. orientalis
- P. f. soederstroemi